# 国防省 (デンマーク)
国防省（こくぼうしょう  Forsvarsministeriet(FMN)）は、デンマークにおける防衛行政機関。

## 概要
国防省は国防大臣が統括しており、その傘下に国防軍司令部（デンマーク三軍）、デンマーク郷土防衛隊司令部のほか、各内局・外局が置かれている。国防省は、経済的な計画の立案及び政治的に適切な行動方針の下、国内外における安全保障及び緊急事態への対応を任務としている。
デンマークにおける国防行政機関の設置は、13世紀頃まで遡ることができるが、1950年にそれまでの陸軍省及び海軍省が統合され、国防省が設置された。
主な部局
- 人事部(KHS)
- 財務部(KOD)
- 計画部(PLA)
- 運用部(OP)
- 安全保障方針部(SP)
- 新戦闘機計画部(NFP)
- 監査室(FIR)
- 秘書室(MLS)
- 法務室(JS)

主な機関・外局
- 国防軍司令部（デンマーク三軍）
- デンマーク郷土防衛隊司令部
- 緊急事態調整庁
- 国防情報局
- 国防調達兵站局
- 国防人材局
- 国防不動産・社会基盤局
- 国防会計庁